# 주리원백화점
주리원 백화점은 1984년 울산 지역에 세워진 지역자본 백화점으로 개점되었으며, 1998년 현대백화점의 운영 업체였던 고려개발에 인수되었다.